# Мурадян, Мурад Оганесович
Мура́д Оганесович Мурадя́н (арм. Մուրադ Մուրադյան; 26 октября 1930, Ленинакан, Армянская ССР, СССР — 9 сентября 2015, Ереван, Армения) — советский и армянский партийный и государственный деятель, председатель Ереванского горисполкома (1975—1985).

## Биография
- 1948 г. — окончил среднюю школу и поступил на физико-математический факультет Ленинаканского педагогического института им. Микаела Налбандяна, который окончил в 1953 г. с отличием,
- 1953—1958 гг. — работал в средней школах учителем математики и физики старших классов,
- 1962 г. — заочно окончил факультет Технологии металлорежущих станков и инструментов Московского машиностроительного института, получив квалификацию инженера-механика,
- 1958—1963 гг. — работал инженером — нормировщиком, начальником цеха, заведующим лабораторией, а затем — заместителем директора по производству на Ленинаканском заводе Шлифовальных станков,
- 1964 г. — директор завода Микроэлектродвигателей,
- 1965 г. — назначен на должность заведующего отделом промышленности, транспорта и строительства Ленинаканского городского комитета Компартии Армении,
- 1967 г. — назначен на должность заместителя заведующего отделом легкой и пищевой промышленности ЦК Компартии Армении,
- 1967 г. — избран на должность второго, а в 1968 г. — первого секретаря Ленинаканского городского комитета Компартии Армении,
- 1975—1985 гг. — председатель исполнительного комитета Ереванского городского совета народных депутатов,
- 1985 г. — избран членом Бюро ЦК КП Армянской ССР,
- 1988—1991 гг. — председатель АрмКоопа.

Затем — председатель ОБО «Гюмри—Верацнунд». Советник ректора Государственного инженерного университета Армении.
Избирался делегатом XXIV съезда КПСС, депутатом Верховного Совета СССР 8-го и 9-го, а также депутатом Верховного Совета Армянской ССР 10-го и 11-го созывов.

## Награды и звания
- Орден Святого Месропа Маштоца (16 сентября 2010) — по случаю 19-летия провозглашения независимости Республики Армения, за многолетнюю и добросовестную государственную и общественную деятельность[1].
- Орден Ленина.
- Два ордена Трудового Красного Знамени.
- Награждён многими медалями.
- Почётный гражданин Еревана (2002),
- Почётный гражданин Гюмри (2002).

## Постройки
- Драматический театр.
- Железнодорожный вокзал.
- Аэропорт (проект и начало строительства).
- Туристический комплекс.
- Гостиница «Ширак».
- Дворец Пионеров
- Мост, соединяющий обе части города, длиной пролёта в 200 метров.
- Памятник Матери—Армении и могила Неизвестного Солдата, увековечивающие память ленинаканцев, погибших в Великой Отечественной войне 1941—1945 гг.